# Боаси санс Авоар
Боаси санс Авоар (фр. Boissy-sans-Avoir) насеље је и општина у Француској у региону Париски регион, у департману Ивлен која припада префектури Рамбује.
По подацима из 2011. године у општини је живело 578 становника, а густина насељености је износила 131,1 становника/km². Општина се простире на површини од 3,96 km². Налази се на средњој надморској висини од 95 метара (максималној 116 m, а минималној 77 m).

## Демографија
| 1962. | 1968. | 1975. | 1982. | 1990. | 1999. | 2011. |
| ----- | ----- | ----- | ----- | ----- | ----- | ----- |
| 353   | 357   | 392   | 380   | 423   | 519   | 578   |

График промене броја становника у току последњих година